# PREGINET
Preginet es el acrónimo en inglés de The Philippine Research, Education, and Government Network (en español, Red filipina de investigación, educación y gobierno) es una red única de investigación y enseñanza de Filipinas, que sirve para catalizar e interconectar a las instituciones de investigación con el gobierno.

## Historia Preginet
La investigación filipina, la educación y la red de Gobierno (PREGINET) es el único nacional de investigación y educación red (española) en el país. Comenzó como el centro virtual de tecnología de innovación en tecnología de la informática (VCT-IT), uno de los componentes del programa integral para mejorar la tecnología empresas (competir) programa del Departamento de Ciencia y Tecnología.
1994: Filipinas se conecta a Internet mediante PHnet), un proyecto financiado por el Departamento de Ciencia y Tecnología (DOST); PHnet) se conecta inicialmente diez universidades y DOST.
1996: ISPs comerciales se estableció en Filipinas; la mayoría de las organizaciones, incluidas las universidades, puede conectarse a Isp comercial para tener acceso a internet.
1997: PHnet se conecta a través de APAN MAFFIN.
1999: DOST-ASTI se convierte en un socio asiático de la Internet Las iniciativas de interconexión (AI3), un proyecto del gran proyecto.
2002: DOST establece y lanza el proyecto PREGINET.
El uso de PREGINET en el país crece continuamente ahora. Desde un pequeño número de socios cuando la red comenzó su operación, PREGINET capturó un importante nicho en la comunidad de r & e ganando más de un centenar de diferentes Gobierno, académico y socios de r & d en el país.

## Instituciones afiliadas
Socios internacionales (10) 
Gobierno (28) 
Investigación y desarrollo (22) 
Educación (14)